# ماثيو روسيكي
ماثيو روسيكي (بالإنجليزية: Matthew Rusike)‏ (مواليد يونيو 28, 1990) هو لاعب كرة قدم زيمبابوي محترف، يلعب كلاعب وسط ومهاجم.

## إحصائيات

### الأهداف الدولية
آخر تحديث 17 نوفمبر 2016.. أهداف زيمبابوي تظهر أولًا على اليمين.
| م | التاريخ        | الملعب                                  | الخصم   | الهدف | النتيجة | المنافسة    |
| - | -------------- | --------------------------------------- | ------- | ----- | ------- | ----------- |
| 1 | 13 نوفمبر 2016 | الملعب الوطني للرياضات، هراري، زيمبابوي | تنزانيا | 2–0   | 3–0     | مباراة ودية |

## روابط خارجية
- قالب:ForaDeJogo
- ماثيو روسيكي على موقع thefinalball.com226925
- ماثيو روسيكي على موقع قاعدة بيانات كرة القدم.إي يو (الإنجليزية)
- ماثيو روسيكي على موقع ناشيونال فوتبول تيمز (الإنجليزية)
- ماثيو روسيكي على موقع Soccerway.com (الإنجليزية)